# Gekapperde kalfsvoet
De gekapperde kalfsvoet (Arisarum vulgare) is een plant uit de aronskelkfamilie (Araceae). Het is een 20–40 cm hoge, overblijvende plant met eivormige wortelknollen. De plant heeft grondstandige bladeren met een 4–15 cm lange, eironde-pijlvormige bladschijf.
De plant bloeit van oktober tot in mei. De lange steel van de bloeiwijze is groenachtig met purperen vlekken. Het schutblad (spatha) is 3–5 cm lang, aan de basis tot een 0,2-3,5 cm lange, bruinviolet gestreepte buis vergroeid en aan de bovenkant gespitst of afgerond capuchonvormig naar voren gekromd. De bloeikolf (spadix) is gekromd en naar voren uitstekend. Aan de onderkant van de bloeikolf zitten vier tot zes vrouwelijk bloemen, daarboven zitten circa twintig mannelijke bloemen en aan het uiteinde zit een bloemloos, groen gedeelte. In tegenstelling tot veel andere planten uit de aronskelkfamilie heeft deze plant geen onvruchtbare bloemen. De vruchten zijn groenachtige bessen.

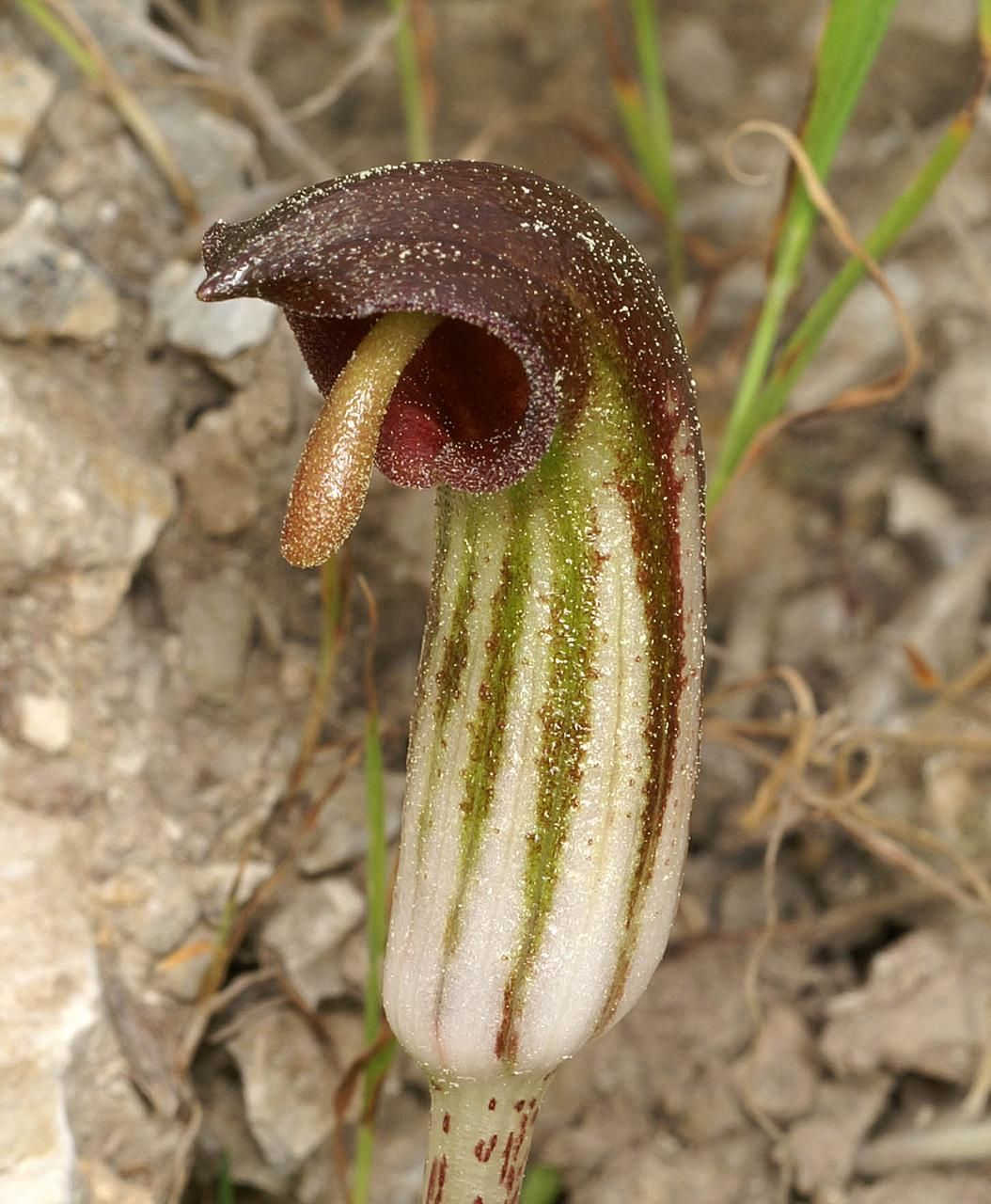
Bloeiwijze

Er bestaan van deze soort meerdere ondersoorten, die voorkomen in het Middellandse Zeegebied en op de Canarische Eilanden. De plant komt er voor op schaduwrijke plekken in garrigues, maquis, bossen en braakland.